# Калогеропулос, Николаос
Николаос Калогеропулос (греч. Νικόλαος Καλογερόπουλος; 1851, Халкида — 7 января 1927, Афины) — греческий политик конца 19-го — начала 20-го веков. Был Премьер-министром Греции в 1916 и 1921 годах.

## Биография
Николаос Калогеропулос родился в 1851 году, в городе Халкида, остров Эвбея.
Учился юриспруденции в Афинском университете и Париже.
Стал министром юстиции в кратковременном правительстве Георгия Теотокиса в 1903 году, министром внутренних дел и финансов в правительстве Теотокиса в 1905 году.
Примкнул к монархистской «Народной партии» сразу после её образования в 1920 году.
В общей сложности 10 раз был избран депутатом парламента от Эвбеи.

## Первая мировая война
С началом войны, политики Греции разделились на 2 лагеря. Первая группа, которую выражал Венизелос, считала что Греция должна вступить в войну на стороне Антанты. Другая, поддерживаемая германофилом королём Константином, считала, что Греция должна остаться нейтральной. В октябре 1915 года Константин мог утверждать, что он был прав в своём выборе. Война приняла неблагоприятное развитие для Антанты. Союзники перебросили силы с Каллипольского полуострова в Фессалоники, подтвердив тем самым, что потеряли надежду прорвать оборонную линию Дарданелл. Союзные силы, собранные в Салониках, были «абсолютно недостаточны» для помощи Сербии. Чтобы вызвать вступление Греции в войну, англичане предложили передать ей Кипр:316.
Правительство Заимиса отказалось от предложения и 7/20 октября заявило, что предпочитает нейтралитет. Вскоре правительство Заимиса ушло в отставку. Новое правительство, с участием лидеров оппозиционных партий и одобренное Константином, сформировал 25 октября/7 ноября Скулудис. Первой акцией Скулудиса стала отмена частичной мобилизации, проведенной Венизелосом в начале 1915 года:352.
Скулудис заявил, что войска Антанты в Салониках должны быть разоружены, согласно положениям Гаагских конвенций. Это вызвало гнев Венизелоса и подозрения союзников, потребовавших гарантий, что Греция не предпримет шагов против их войск. Союзники выставили Скулудису ряд требований, заняли остров Лемнос, порт Аргостолион и бухту Суда на Крите.
В январе 1916 года силы Антанты заняли остров Керкиру, чтобы расположить там остатки разбитой сербской армии:317.
Отношения между королевским правительством и Антантой ухудшались. 15/28 мая 1916 года монархисты сдали болгарам форт Рупель на греко-болгарской границе. Эпизод стал причиной перехода ряда офицеров монархистов на сторону Венизелоса. Одновременно, союзники, в очередной раз, убедились в враждебности и ненадёжности правительства Скулудиса:319.
8/21 июня союзники потребовали формирование нового правительства. Новое правительство сформировал Заимис, расположенный более дружественно к Антанте:319.
Заимис продолжал придерживаться нейтралитета и пытался сохранить равновесие в отношениях с Антантой и сторонниками Венизелоса, с одной стороны, и монархистами и королевским двором, с другой.
Французская агентура, вместе с сторонниками Венизелоса, организовали провокационную демонстрацию против французского посольства в Афинах, что стало поводом для высадки французского десанта в Пирее, «для защиты французской собственности».
«Положение Заимиса стало невыносимым» и 28 августа/10 сентября он подал в отставку:322.

## Премьер-министр
Король поручил сформировать правительство Николаосу Калогеропулосу, впервые в его политической карьере.
Калогеропулос сформировал своё правительство 3/16 сентября, оставив за собой также военное министерство и министерство финансов.
Между тем монархисты, продолжая свою тактику, без боя сдали болгарам Кавалу.
Антанта отказалась признать правительство Калогеропулоса:322.
Венизелос, на пароходе и в сопровождение французского эсминца, отправился на Крит, где провозгласил революцию. После чего, пройдя через острова высадился в Фессалоники 22 сентября/5 октября и сформировал временное правительство дружественное Антанте.
Национальный раскол совершился. Страна была разделена на 2 государства и у каждого была своя армия.
Калогеропулос ушёл в отставку 27 сентября 1916 года, передав правление государством (Афин) профессору Ламбросу:323.

## Малая Азия
В 1919 году, по мандату Антанты, Греция заняла западное побережье Малой Азии. В дальнейшем Севрский мирный договор 1920 года закрепил контроль региона за Грецией, с перспективой решения его судьбы через 5 лет, на референдуме населения:16.
Завязавшиеся здесь бои с кемалистами приобрели характер войны, которую греческая армия была вынуждена вести уже в одиночку. Из союзников, Италия, с самого начала поддерживала кемалистов, Франция, решая свои задачи, стала также оказывать им поддержку. Греческая армия прочно удерживала свои позиции. Геополитическая ситуация изменилась коренным образом и стала роковой для греческого населения Малой Азии после парламентских выборов в Греции, в ноябре 1920 года. Под лозунгом «мы вернём наших парней домой» и получив поддержку, значительного в тот период, мусульманского населения, на выборах победила монархистская «Народная партия».
Возвращение в Грецию германофила Константина освободило союзников от обязательств по отношению к Греции. Уинстон Черчилль, в своей работе «Aftermath» (стр. 387—388) писал: «Возвращение Константина рассторгло все союзные связи с Грецией и аннулировало все обязательства, кроме юридических. С Венизелосом мы приняли много обязательств. Но с Константином, никаких. Действительно, когда прошло первое удивление, чувство облегчения стало явным в руководящих кругах. Не было более надобности следовать антитурецкой политике»:30.

## Правительство Раллиса
Правительство монархистов 4 ноября 1920 года возглавил Д. Раллис.
Калогеропулос принял в этом правительстве портфель министра финансов. Венизелос, находившийся Париже, и наблюдавший вблизи за резко изменившейся международной обстановкой, написал Раллису письмо. Венизелос писал, что несмотря на то что греки были разделены в внутренних вопросах страны, они должны предстать перед внешним миром едиными в вопросах внешних. Раллис, который и сам был обеспокоен развитием событий, был убеждён что предложение Венизелоса следует принять:37.
24—29 января в Париже состоялась конференция союзников, в которой приняли участие новый французский премьер-министр Бриан, английский премьер Ллойд Джордж и посол Италии. Среди прочих был обсуждён греческий вопрос.
Бриан заявил, что после возвращения Константина, вопрос должен быть пересмотрен и что он намерен отозвать своих 60 тысяч солдат из Киликии. Бриан продолжил, что ревизия Севрского мира неизбежна и был поддержан в этом послом Италии. Ллойд Джордж воспротивился решению союзников «продать греков». «Мы не должны их бросить, по причине того, что греческий народ, в момент энтузиазма, предпочёл правителем того, кто нам не нравится. Мы потратили на войну против Турции миллиарды фунтов, наши убитые исчисляются десятками тысяч, а раненные сотнями тысяч. Нельзя себе и представить, что все эти жертвы были напрасными». Союзники согласились созвать конференцию в Лондоне 8/21 февраля 1921 года, на которую будут приглашены также делегация Греции и две турецкие делегации, султана и Кемаля. Когда Д. Раллис получил 13/26 января приглашение на лондонскую конференцию, он вспомнил о предложении Венизелоса и решил использовать его.
Раллис попытался убедить своих министров, что делегацию должен возглавить он сам, но в роли своего помощника он должен взять Венизелоса. Гунарис воспротивился этому и подал в отставку:38.
После этого, 22 января/4 февраля 1921 года Раллис объявил, что после действий Гунариса он сдаёт свои полномочия королю. Константин немедленно принял отставку Раллиса:39.

## Премьер-министр «Народной партии»
25 января/7 февраля 1921 года правительство монархистов возглавил Николаос Калогеропулос. Новый премьер-министр учился во Франции, считался франкофилом и подходящим лицом, для того чтобы оказать влияние на французское правительство, требовавшее радикальных перемен в политике союзников по отношению к Греции:39.
Калогеропулос сохранил за собой министерство иностранных дел, в то время как Гунарис, как и прежде, оставался военным министром.
Калогеропулос возглавил делегацию на лондонскую конференцию.
По пути заехал в Париж, но не обеспечила поддержки.
И Бриан и президент Мильеран заявили ему, что они обязаны в первую очередь учитывать интересы Франции.
5/18 февраля Калогеропулос прибыл в Лондон, где неожиданно нашёл понимание у премьер-министра Ллойд Джорджа.
8/21 февраля состоялась конференция союзников в Лондоне. Председательствующий Ллойд Джордж запросил информацию о обстановке на греческом фронте, о численности греческой армии, о возможности наступления вглубь Малой Азии, о возможностях Греции содержать эти силы только своими средствами. Калогеропулос заявил, что располагает армией в 120 тысяч штыков и что если Греция получит мандат на установление порядка, то сумеет сделать это в течение 3-х месяцев. Французский премьер Бриан заявил, что не разделяет этого оптимизма. Французский генерал Гуро заявил, что греки могут послать на передовую не более 60 тысяч солдат, которые должны пройти 600 км маршем из Смирны. Гуро заявил, что для принуждения к миру в Малой Азии необходимо иметь 27 дивизий, но у греков было всего 9 дивизий:39.
По прибытии турецких делегаций (султана и Кемаля) союзники, подписавшие Севрский мир, превратили конфронтацию Антанты — Турции в конфронтацию греков-Турции. Как пишет греческий историк Д. Фотиадис «из союзников они преобразились в арбитров»:42.
28 февраля/10 марта 1921 года было подписано предварительное франко-турецкое соглашение, что позволило туркам перебросить силы на греческий фронт:31.
Итальянцы покинули Атталию, оставив Кемалю весь свой арсенал и снабжение:32.
Дакин пишет, что действия Франции и Италии были «прелюдией последовавшего предательства». «Поправ вопиющим образом свои обязательства и подписи, они, кроме всего прочего, возмутительно игнорировали вопрос о судьбе греческих, а также армянских христиан»:346.
Не находя дипломатического решения в вопросе с греческим населением Ионии, в совсем иной геополитической обстановке, правительство Калогеропулоса продолжило войну. Греческая армия предприняла «Весеннее наступление» 1921 года, ставшее первой попыткой разбить регулярную армию Кемаля, одержала ряд тактических побед, но полного разгрома турок не достигла. После этой неудачи Калогеропулос, осознавая свою ответственность, подал в отставку 22 марта/4 апреля 1921 года. Правительство возглавил Гунарис:48.

## Последующие годы
Гуанарис стоял перед той же дилеммой. Первым решением было оставить Ионию, чтобы спасти Восточную Фракию. Вторым решением было собрать войска вокруг Смирны. Гунарис решил просить у нации, насчитывавшей тогда 4 миллионов человек, людские и материальные ресурсы, превышавшие её возможности:49.
Армия предприняла «Большое летнее наступление» 1921 года, нанесла туркам поражение в самом большом сражении войны при Афьонкарахисаре-Эскишехире, но разгром кемалистов не состоялся. Турки отошли к Анкаре и правительство вновь встало перед дилеммой: что делать дальше:55-58.
Правительство торопилось закончить войну и решило наступать далее. 7 греческих дивизий форсировали Сакарью и пошли на восток. Армия не смогла взять Анкару и в порядке отошла назад за Сакарью. Историк Д. Фотиадис пишет: «тактически мы победили, стратегически мы проиграли»:115.
Правительство Гунариса удвоило подконтрольную ему территорию в Азии, но возможностями для дальнейшего наступления не располагало. Не решив вопрос с греческим населением региона, правительство не решалось эвакуировать армию из Малой Азии. Фронт застыл на год. Армия продолжала удерживать фронт «колоссальной протяжённости, по отношению к располагаемым силам», что по заявлению А. Мазаракиса, кроме политических ошибок, стало основной причиной последовавшей катастрофы:159.
Денег на войну не было. Гунарис отправился к союзникам, с «подносом попрошайки». По иронии истории, в день его прибытия в Париж 7/20 октября 1921 года, Анри Франклин-Бульон подписал в Анкаре соглашение, ставшее «надгробным камнем Севрского мира». Бриан даже отказал Гунарису в праве греческого флота производить досмотр судов у берегов Азии:160.
В Лондоне Ллойд Джордж просил Гунариса удерживать Бурсу, поскольку удерживая Бурсу, греки прикрывали малые британские силы контролировавшие Черноморские проливы. Но займа англичане не предоставили:161.
Гунарис 3 месяца бесцельно ездил по Европе и униженный вернулся в Афины:164.
Было очевидно: Франция и Италия, из союзников Греции, официально стали союзниками Кемаля. Англия отошла и от моральной поддержки:163.
Финансовый тупик и невозможность содержать армию уже тогда могли «привести к катастрофе, если бы не инициатива Протопападакиса» с принудительным займом. Это дало возможность продолжить войну несколько месяцев:167.
Правление монархистов завершилось поражением армии и резнёй и изгнанием коренного населения Ионии. Дакин винит в исходе войны правительство, но не греческую армию, и считает, что даже в создавшихся неблагоприятных условиях, «как и при Ватерлоо, исход мог повернуться как в эту, так и в другую сторону»:357.
Последовало антимонархистское восстание армии сентября 1922 года. В октябре чрезвычайный трибунал приговорил к смерти Гунариса, четверых его министров и командующего Хадзианестиса:359. 71-летний Калогеропулос после отставки оставался вне политики и не был привлечён к процессу.
Калогеропулос умер от миокардита 7 января 1927 года.